# Botte du Katanga

La forme de la Zambie résultant de la Botte du Katanga

La Botte du Katanga (Congo Pedicle en anglais) désigne  le saillant de la province du Katanga en République démocratique du Congo qui pénètre dans le territoire de la Zambie, le divisant en deux lobes, évoquant la forme d'un papillon. Cette extension a pratiquement la taille du Pays de Galles ou de la Sardaigne. La botte du Katanga est traversée par la route de la Botte du Katanga.
La botte du Katanga est généralement donnée en exemple comme frontière arbitraire définie par les Européens en Afrique au moment du partage du continent, frontières qui furent « tracées par les Européens, pour les Européens, et, à part en quelques exceptions, sans considération pour l'Afrique et les Africains. »

## Prétentions territoriales belges et britanniques
Début des années 1890, la British South Africa Company (BSAC) de Cecil Rhodes se rapproche du Katanga par le sud, alors que les expéditions lancées par l'État indépendant du Congo (EIC) du Roi Léopold II de Belgique arrivent par le nord-ouest. Le sud-est du Katanga est à cette époque occupé par le royaume Yeke ou Garanganze de Msiri dont la capitale est établie à Bunkeya. La BSAC et l'EIC cherchent toutes deux à conclure des traités avec lui, alors qu'il tente de conserver son indépendance.
Après la mort de Msiri, l'EIC est le plus prompt à prendre ses marques sur le territoire du Garanganza de Msiri, plus tard connu sous le nom de Katanga, à l'ouest de la Luapula. Depuis 1885, l'EIC réclamait les territoires situés au nord de la ligne de partage des eaux entre le Congo-Zambèze, la BSAC devant se contenter des territoires au sud et à l'est de la Luapula. La conférence de Berlin de 1884-1885 est organisée par l'Allemagne pour résoudre la problématique du partage de l'Afrique par les Européens. Elle n'établit pas les frontières actuelles, mais reconnait les zones d'influence, dont celles de l'EIC sur le bassin du Congo. Le détail des frontières devant être réglé par des négociations bilatérales. 

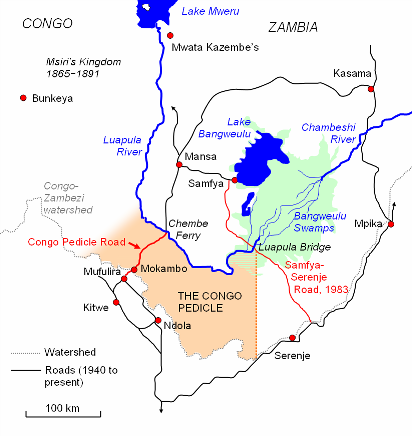
Carte montrant la botte formée par la Luapula et la ligne de partage des eaux Congo-Zambèze, et la route qui la traverse.

### Négociation des frontières
Le principal problème pour les Belges et les Britanniques concernant la limite sud-est du Katanga est l'absence d'une limite géographique claire. La ligne de partage des eaux entre le Congo et le Zambèze n'étant a priori pas une limite satisfaisante. Cette ligne de partage des eaux n'est pas claire, les deux bassins étant séparés par un espace de 70 à 150 km de large s'étirant sur un arc orienté nord-est, d'abord parallèles, mais se rapprochant à proximité des hautes-plateaux entre les lacs Tanganyika et Malawi et la rivière Chambeshi, si celle-ci est considérée comme le début de la rivière Luapula.[pas clair]
Du point de vue britannique, le choix le plus évident pour la frontière pour la base du saillant, était une ligne sud-ouest / nord-est à partir de la ligne de partage des eaux de la Luapula. Cette option écartée par l'EIC, une autre fut proposée était de continuer vers le sud la ligne de la vallée de la Luapula / lac Moero, (longitude 28° 35’ E), qui forme la plus longue partie nord-sud de la frontière, ce jusqu'à la ligne de partage des eaux Congo / Zambèze.  Dès lors, tout le territoire directement à l'est de la ligne nord-sud passant par Ndola aurait dès lors fait partie de la Rhodésie du nord. Mais les Belges souhaitaient obtenir la riche zone humide de Bangwelo, et insistèrent pour obtenir une frontière incluant ces territoires. La négociation inclut également des tractations sur des territoires faisant actuellement partie du Soudan et de l'Ouganda (voir notamment Enclave de Lado). Il y avait aussi une question quant à l'extension vers l'est la botte du Katanga devrait être étendue vers les marécages de Bangwelo. Le Roi d'Italie fut contacté pour arbitrer le contentieux, et il traça une ligne nord-sud (longitude) à partir d'un point d'où l'on pensait la Luapula sortir des marais du lac Bangwelo. La botte du Katanga était finalement d'une largeur de 70 à 100 kilomètres, pour 200 kilomètres de long. La pointe sud-est était relativement mince, mais le territoire aurait pu remonter vers le nord, ce qui aurait été encore moins favorable pour la Zambie. Les réalités des populations locales ne furent prises en compte.

### Accord Belgo-Britannique du12 mai 1894
L'accord faisait partie d'un traité plus large concernant essentiellement Equatoria. 

### Commission Belgo-Britannique de 1911-1914
Il fut rapidement évident que de nombreux problèmes concrets apparaissaient sur le terrain. La Luapula a en certains endroits plusieurs bras, formant de nombreuses iles, des marécages, et le bras principal pouvait varier selon la saison et la hauteur des eaux. C'est en particulier le cas au sud du lac Bangwelo, où les marécages et les prairies inondées atteignaient parfois des dizaines de kilomètres de large, coupant à diverses reprises la ligne dessinée par le Roi d'Italie.
Une commission frontalière Belgo-Britannique fut créée en 1911 pour établir concrètement le frontières sur le terrain, résoudre les problèmes qui devaient se poser, construire des postes et des bornes frontières pour la triangulation. La ligne du Roi d'Italie fut déplacée vers l'ouest en un point où elle coupait un bras clairement défini. La tâche fut terminée en 1914.

## Conséquences pour la Rhodésie du Nord/Zambie
En conséquence pour l'EIC, il y eut le gain par le Katanga d'une pointe dans les marais du Bangwelo et leurs ressources minérales. Les principaux gisements de minerais de cuivre étaient cependant partagés par la ligne de démarcation des eaux entre le Congo et le Zambèze, et la répartition de ceux-ci ne fut que peu marquée par l'extension de la botte du Katanga. Le gain de la partie congolaise du Copperbelt est surtout dû au fait que les Belges aient mis en premier la main sur les possessions de Msiri avant la BSCA pour la Rhodésie du nord. Certains reprochèrent aux missionnaires Frederick Arnot et Charles Swan de n'avoir pas abondé dans ce sens pour l'intérêt de l'Empire britannique, bien que leur mission de Plymouth Brethren n'avait aucun mandat politique. Une fois Msiri tué et son territoire conquis par l'EIC, les jeux étaient faits, et en conséquence, le capitaine canadien William Grant Stairs, au service de l'EIC, fut considéré en Rhodésie comme un traitre à l'Empire britannique.

### Conséquences stratégiques pour la Zambie
Les problèmes de communication pour la Zambie se firent particulièrement aigus lors de la crise du Katanga en 1961. La botte coupe la province de la Luapula et la province Septentrionale des centres industriels du Copperbelt. 
Le problème est exacerbé par le fait que la pointe de la botte du Katanga, où s'évacue la Luapula du lac Bangwelo, est occupée par le lit de la rivière qui fait environ 6 kilomètres de large, pour une plaine inondable de 60 kilomètres, ce qui rendit impossible la construction d'une route avant l'utilisation de techniques modernes. La route la plus courte pour se rendre dans la province de la Luapula, demandait un détour de 200 kilomètres, en passant au nord du lac Bangwelo.
Stratégiquement, la botte du Katanga est un problème pour la Zambie, mais pas pour la République démocratique du Congo. Compliquant et allongeant les communications pour un quart du pays avec le centre et l'est, il multiplie les longueurs de frontière avec son instable voisin, bien que la Zambie elle-même jouisse de la paix depuis environ un siècle, alors que le Katanga voisin a été à diverses reprises exposé (notamment lors de la crise du Katanga en 1961 ou des troubles de Kolwezi en 1978). La Zambie n'a que peu été affectée par ces crises, servant d'échappatoire aux fuyards ; les transits vers les régions de Zambie en passant par la RDC (route de la Botte du Katanga) en ont également été affectés. Lorsque les routes de la RDC étaient coupées, un détour par le nord et l'est du lac Bangwelo était la seule solution. Une criminalité spécifique s'est aussi développé à l'occasion en ces zones peu accessibles de marécages.